# 佐久間洋司
佐久間 洋司（さくまひろし、1996年〈平成8年〉 - ）は、日本の人工知能研究者、プロデューサー。大阪大学社会ソリューションイニシアティブ特任研究員、2025年日本国際博覧会（大阪・関西万博）大阪パビリオン推進委員会 ディレクター、世界経済フォーラム シェイプ・ニュー・ワールド・イニシアチブ 代表。研究テーマはバーチャルビーイング、未来社会デザイン。

## 来歴
1996年、東京都生まれ。
2016年よりトロント大学、パナソニックシリコンバレーラボに留学。トビタテ！留学JAPAN 日本代表プログラムの支援を受ける。
2018年、孫正義育英財団の第2期生に選出される。
2020年から一年間、株式会社エクサウィザーズのインターンシップに参加。
2021年、内閣府と科学技術振興機構が推進するムーンショット型研究開発事業「ミレニア・プログラム」でチームリーダーを務める。
2021年3月、大阪大学基礎工学部システム科学科卒業。同年、大阪大学グローバルイニシアティブ機構の招へい研究員、2025年日本国際博覧会大阪パビリオン推進委員会のディレクターに就任する。
2023年3月、東京大学大学院総合文化研究科広域科学専攻修士課程修了。
2023年、世界経済フォーラム シェイプ・ニュー・ワールド・イニシアチブの代表に就任。また、大阪大学社会ソリューションイニシアティブの特任研究員となり、「未来社会デザインに係る調査研究」の研究代表者を務める。 日本学術振興会特別研究員（DC1）。

### 役職
- 人工知能学会 未来世代学会タスクフォース 委員長（2024-）[12]、産業界連携委員（2022-2024）[7]、学生編集委員長（2018-）[16]、学生編集委員（2017-2018）
- 大阪府・大阪市 大阪・関西万博におけるパビリオン等地元出展に関する有識者懇話会 委員（2019-2021）[17]、バーチャル大阪館（仮称）等検討部会 部会長（2020-2021）、大阪府 新たな戦略策定に向けた有識者懇話会 アドバイザー（2020-2021）[18]
- 大阪商工会議所 未来社会創成委員会 座長（2024-）[9][19]、2025年大阪・関西万博 懇話会 メンバー（2023-2024）[20]
- 2025年日本国際博覧会協会 大阪・関西万博データ利活用 VPIAコミュニティ 委員（2023-）[21]
- 日本経済新聞社 南大阪REBORNコンソーシアム ワーキンググループ座長（2024-）[5][22]
- 日本SF作家クラブ 会員（2023-）[7]
- コモングラウンド・リビングラボ アドバイザー（2021-）[12]
- 世界経済フォーラム グローバルシェイパーズ（2018-）、シェイプ・ニュー・ワールド・イニシアチブ 代表（2023-）[8][9]

### 受賞歴
- 2018年、第19回 大阪大学課外活動総長賞 特別賞[12]
- 2018年、平成30年度 日本学生支援機構 優秀学生顕彰 奨励賞[23]
- 2019年、NewsPicks Magazine「未来をつくる7人のUNDER30」[24]
- 2022年、第4回日本オープンイノベーション大賞文部科学大臣賞[3][7]
- 2023年、東京大学大学院総合文化研究科 広域科学専攻奨励賞[12]
- 2023年、Forbes JAPAN 30 UNDER 30 2023[25][26]

## 主な活動

### バーチャルビーイング
バーチャル空間におけるアバターやエージェントの研究を学際的に行う「バーチャルビーイング」という概念を提唱している。人工知能学会誌ではバーチャルビーイングの特集を編集し、Mel Slater、池上 高志、玉城 絵美、大澤博隆らが寄稿した。また、自身もPIEDPIPERとの共著論文や、バーチャルシンガーのヰ世界情緒のインタビュー記事を掲載している。
大阪・関西万博では大阪パビリオンのディレクターとして「未来のバーチャルビーイング」を展示予定である。

### 未来社会デザイン
佐久間はデータ駆動型社会における「人と社会が調和した未来」を構想している。わたしとあなた、わたしとAI、わたしと社会の存在感の重ね合わせが重要だとしている。2020年には国家プロジェクトの一つであるムーンショット型研究開発制度において、新たな研究開発課題を設定する調査研究に採択され、科学技術による「人類の調和」検討チームのリーダーを務めた。
2024年からは、大阪大学社会ソリューションイニシアティブと科学技術振興機構社会技術研究開発センターの共同研究プロジェクト「未来社会デザインに係る調査研究」の研究代表者を務めている。また、シェイプ・ニュー・ワールド・イニシアチブと大阪商工会議所が設置する未来社会創成委員会の座長、人工知能学会未来世代学会タスクフォースの委員長なども兼任している。

### 大阪・関西万博
大阪・関西万博では大阪府と大阪市による地元パビリオンの出展に関する有識者を務め、後にバーチャル大阪パビリオンのディレクターに就任した。エンターテイメントによる若者の行動変容をコンセプトに、バーチャルシンガーの花譜らによる音楽ライブや代替現実ゲームの企画をプロデュースしている。
また、日本国際博覧会協会および世界経済フォーラムのGlobal Shapers Communityとのコラボレーションで実施されるテーマウィークプログラムでは、次世代・インクルージョンの観点から、合計24セッションの企画をプロデュースする。
その他、「Study：⼤阪関⻄国際芸術祭 vol.3」への参加をきっかけに、ボカロPやアーティストが参加するアート展示のキュレーションも手掛けている。
- 「拡張される音楽（Augmented Music）」（2023年、大阪関西国際芸術祭・2024年、SIGNAL／出展作家：たなか、椎乃味醂、はるまきごはん、フロクロ、sekai、x0o0x_）
- 「共に在る音楽（Coexisting Music）」（2024年、SIGNAL／出展作家：椎乃味醂、フロクロ、sekai、x0o0x_、煮ル果実、原口沙輔、ももえ）